# Millis
Millis (ملس) est un village du nord de la Syrie qui dépend administrativement du gouvernorat d'Idleb et du district de Harim. Selon le recensement de 2004, Millis comprenait alors 2 938 habitants.

## Géographie
Millis se trouve à 18 kilomètres d'Idleb, 120 kilomètres au sud-ouest d'Alep. Le village se trouve proche de la frontière turque à mi-chemin entre Idleb et Salqin. Le village est sis entre deux montagnes, le mont Barech et le mont Alaly. Le village comprend une colline recouverte d'oliveraies.

## Histoire
La zone est aux mains des rebelles islamistes pendant la guerre civile syrienne à partir de l'hiver 2012-2013.